# Promyllantor
Promyllantor és un gènere de peixos marins pertanyent a la família dels còngrids i a l'ordre dels anguil·liformes.

## Distribució geogràfica
Es troba a l'Atlàntic sud-oriental (la República Democràtica del Congo) i la conca Indo-Pacífica (des del golf d'Aden fins a la muntanya submarina Lord Howe i Nova Caledònia, incloent-hi l'Índia sud-occidental i Sulawesi -Indonèsia-).

## Cladograma
| Promyllantor (Alcock, 1890) | \| \| Promyllantor adenensis (Klausewitz, 1991)[14] \| \| \| \| \| \| Promyllantor atlanticus (Karmóvskaia, 2006)[3] \| \| \| \| \| \| Promyllantor purpureus (Alcock, 1890)[13][15] \| \| \| \| |
|                             | \| \| Promyllantor adenensis (Klausewitz, 1991)[14] \| \| \| \| \| \| Promyllantor atlanticus (Karmóvskaia, 2006)[3] \| \| \| \| \| \| Promyllantor purpureus (Alcock, 1890)[13][15] \| \| \| \| |
|                             | Acromycter (Smith & Kanazawa, 1977) |
|                             | |
|                             | Bassanago (Whitley, 1948) |
|                             | |
|                             | Bathycongrus (Ogilby, 1898) |
|                             | |
|                             | Bathyuroconger (Fowler, 1934) |
|                             | |
|                             | Blachea (Karrer & Smith, 1980) |
|                             | |
|                             | Castleichthys (Smith, 2004) |
|                             | |
|                             | Conger (Bosc, 1817) |
|                             | |
|                             | Congrhynchus (Fowler, 1934) |
|                             | |
|                             | Congriscus (Jordan & Hubbs, 1925) |
|                             | |
|                             | Congrosoma (Garman, 1899) |
|                             | |
|                             | Diploconger (Kotthaus, 1968) |
|                             | |
|                             | Gnathophis (Kaup, 1860) |
|                             | |
|                             | Japonoconger (Asano, 1958) |
|                             | |
|                             | Kenyaconger (Smith & Karmóvskaia, 2003) |
|                             | |
|                             | Lumiconger (Castle & Paxton, 1984) |
|                             | |
|                             | Macrocephenchelys (Fowler, 1934) |
|                             | |
|                             | Poeciloconger (Günther, 1872) |
|                             | |
|                             | Pseudophichthys (Roule, 1915) |
|                             | |
|                             | Rhynchoconger (Jordan & Hubbs, 1925) |
|                             | |
|                             | Scalanago (Whitley, 1935) |
|                             | |
|                             | Uroconger (Kaup, 1856) |
|                             | |
|                             | Xenomystax (Gilbert, 1891) |
|                             | |
|                             | Promyllantor adenensis (Klausewitz, 1991) |
|                             | |
|                             | Promyllantor atlanticus (Karmóvskaia, 2006) |
|                             | |
|                             | Promyllantor purpureus (Alcock, 1890) |
|                             | |

|  | Promyllantor adenensis (Klausewitz, 1991)   |
|  |                                             |
|  | Promyllantor atlanticus (Karmóvskaia, 2006) |
|  |                                             |
|  | Promyllantor purpureus (Alcock, 1890)       |
|  |                                             |